# Tęczowa flaga (ruch LGBT)
Tęczowa flaga – symbol dumy lesbijek, gejów, osób biseksualnych i transpłciowych (LGBT) oraz ruchów na rzecz równouprawnienia osób LGBT. Kolory odzwierciedlają różnorodność społeczności LGBT oraz spektrum ludzkiej seksualności i tożsamości płciowej. Używanie tęczowej flagi jako symbolu gejowskiej dumy rozpoczęło się w San Francisco w Kalifornii, ale ostatecznie stało się powszechne podczas wydarzeń związanych z ochroną praw LGBT na całym świecie.
Flaga została zaprojektowana w 1978 roku przez Gilberta Bakera, Lynn Segerblom, Jamesa McNamara i innych aktywistów, następnie na przestrzeni lat projekt flagi uległ kilku modyfikacjom. Chociaż oryginalna tęczowa flaga Bakera miała osiem kolorów, od 1979 roku do dziś najczęściej spotykany wariant składa się z sześciu pasków: czerwonego, pomarańczowego, żółtego, zielonego, niebieskiego i fioletowego. Flaga jest zwykle prezentowana poziomo, z czerwonym paskiem u góry.
Pojawia się m.in. na paradach równości i innych manifestacjach, w których biorą udział osoby LGBT oraz przy wejściach do lokali gay-friendly.

## Historia

### Geneza
Gilbert Baker, urodzony w 1951 roku i wychowany w Parsons w stanie Kansas, służył w armii amerykańskiej w latach 1970–1972. Po honorowym zwolnieniu Baker nauczył się szyć. W 1974 r. Baker spotkał Harveya Milka, który zlecił mu stworzenie symbolu dumy dla społeczności homoseksualnej. Oryginalnej ośmiokolorowej flagi użyto po raz pierwszy na Paradzie Dnia Wolności Gejowskiej (Gay Freedom Day Parade) w San Francisco 25 czerwca 1978 roku.
Bliski przyjaciel Bakera, niezależny filmowiec Arthur J. Bressan Jr. naciskał na niego, by stworzył nowy symbol w okresie „świtu nowej gejowskiej świadomości i wolności”. Według artykułu opublikowanego w Bay Area Reporter w 1985 roku, Baker „wybrał motyw tęczy ze względu na jego skojarzenia z ruchem hipisowskim lat sześćdziesiątych, ale podkreśla, że wykorzystanie tego motywu sięga aż do starożytnego Egiptu”. Ludzie przypuszczali, że Baker inspirował się piosenką Judy Garland „Over the Rainbow” (Garland była jedną z pierwszych ikon gejowskich), ale kiedy zapytano go o to, Baker powiedział, że „bardziej chodziło o Rolling Stones i ich piosenkę She's a Rainbow”. Na Bakera miała przypuszczalnie wpływ „flaga braterstwa” (z pięcioma poziomymi pasami reprezentującymi różne rasy: czerwoną, białą, brązową, żółtą i czarną) popularna wśród ruchu na rzecz światowego pokoju i ruchu hippisowskiego lat 60.
Pierwsze tęczowe flagi zamówione przez rodzący się komitet dumy zostały wyprodukowane przez zespół, w skład którego wchodziła artystka Lynn Segerblom. Wówczas Segerblom była znana jako Faerie Argyle Rainbow; według niej to ona stworzyła oryginalny proces barwienia flag. Trzydziestu wolontariuszy ręcznie ufarbowało i uszyło dwie pierwsze flagi na paradę. Oryginalny projekt flagi składał się z ośmiu pasów, a każdemu z kolorów przypisane było konkretne znaczenie:
| różowy       | (kod internetowy barwy: #FF6599) | seksualność       |
| czerwony     | (kod internetowy barwy: #FE2020) | życie             |
| pomarańczowy | (kod internetowy barwy: #FF8E00) | ukojenie          |
| żółty        | (kod internetowy barwy: #FFFF00) | światło słońca    |
| zielony      | (kod internetowy barwy: #008E00) | natura            |
| turkusowy    | (kod internetowy barwy: #00c0c0) | sztuka            |
| indygo       | (kod internetowy barwy: #400098) | spokój i harmonia |
| fioletowy    | (kod internetowy barwy: #8E008E) | duchowość         |

Dwie flagi pierwotnie stworzone na paradę w 1978 roku były uważane za zaginione przez ponad cztery dekady; aż do momentu, gdy resztki jednej z nich zostały odkryte, wśród rzeczy należących do Bakera, w 2020 roku.

### 1978 – 1979
Po zamachu na homoseksualnego nadzorcę miasta San Francisco Harveya Milka w dniu 27 listopada 1978 r. zapotrzebowanie na tęczowe flagi znacznie wzrosło, gdyż odbywały się masowe demonstracje na znak protestu po zamachu na tego polityka, w tym zamieszki White Night.
W odpowiedzi firma Paramount Flag Company z siedzibą w San Francisco zaczęła sprzedawać wersję wykorzystującą standardową tęczową tkaninę z siedmioma paskami: czerwonym, pomarańczowym, żółtym, zielonym, turkusowym, niebieskim i fioletowym. Gdy Baker zwiększył produkcję swojej wersji flagi, on również zrezygnował z paska w kolorze różowym, ponieważ tkanina w tym kolorze nie była łatwo dostępna. Firma Paramount Flag Company zaczęła ponadto sprzedawać nadwyżki flag Rainbow Girls ze swojego sklepu detalicznego na południowo-zachodnim rogu ulic Polk i Post, w którym Gilbert Baker był pracownikiem.

W 1979 roku flaga została ponownie zmodyfikowana. Usunięcie kolejnego koloru (turkusowego) nastąpiło w celu uzyskania parzystej liczby pasów. Obecność na fladze siedmiu pasów nie pozwalała bowiem na przedzielenie jej na pół (flagi miały zawisnąć pionowo na latarniach przy Market Street w San Francisco).

Wersja oryginalna Osiem pasów (1978), zaprojektowana przez Gilberta Bakera
Wersja Siedem pasów (1978–1979), z usuniętym różowym paskiem (z powodu małej dostępności tkaniny w kolorze różowym)
Wersja sześciopaskowa z usuniętym kolorem turkusowym i kolorem indygo zmienionym na niebieski
Tęczowa flaga z 2017 roku autorstwa Gilberta Bakera, która dodaje 9. lawendowy pasek do oryginalnego projektu.

### 1980 – 2010
Tęczowa flaga stała się jeszcze bardziej rozpoznawalna w Stanach Zjednoczonych po tym, jak w 1989 roku John Stout pozwał swoich najemców i wygrał, gdy ci próbowali zabronić mu wywieszania flagi na balkonie jego mieszkania w West Hollywood w Kalifornii.
W 2000 roku University of Hawaii at Manoa zmienił nazwę swoich drużyn sportowych z „Rainbow Warriors” na „Warriors” i przeprojektował swoje logo, aby wyeliminować z niego tęczę. Dyrektor sportowy Hugh Yoshida początkowo powiedział, że zmiana miała na celu zdystansowanie szkolnego programu sportowego od homoseksualności. Kiedy spotkało się to z krytyką, Yoshida powiedział, że zmiana miała na celu jedynie uniknięcie pomyłek związanych z marką. Później szkoła pozwoliła każdej drużynie wybrać własną nazwę, co doprowadziło do powstania mieszanki obejmującej „Rainbow Warriors”, „Warriors”, „Rainbows” i „Rainbow Wahine”. Decyzja ta została cofnięta w lutym 2013 r. przez dyrektora sportowego Bena Jaya, nakazując wszystkim męskim drużynom sportowym przydomek „Warriors”, a wszystkim drużynom żeńskim „Rainbow Warriors”. W maju 2013 r. wszystkie drużyny zostały ponownie nazwane „Rainbow Warriors” niezależnie od płci.
Jesienią 2004 roku kilka gejowskich biznesów w Londynie otrzymało od Rady Miasta Westminster polecenie usunięcia tęczowej flagi ze swoich lokali, ponieważ jej wywieszenie wymagało uzyskania zezwolenia od rady miasta. Kiedy jeden ze sklepów złożył wniosek o zezwolenie, podkomisja ds. planowania odrzuciła wniosek na podstawie decydującego głosu przewodniczącego (19 maja 2005 r.), co zostało potępione przez gejowskich radnych w Westminsterze i ówczesnego burmistrza Londynu, Kena Livingstone'a. W listopadzie rada ogłosiła zmianę polityki, stwierdzając, że większość sklepów i barów będzie mogła wywiesić tęczową flagę bez pozwolenia rady.
W czerwcu 2004 roku aktywiści LGBT dopłynęli do australijskiego niezamieszkanego Terytorium Wysp Morza Koralowego i wznieśli tęczową flagę, ogłaszając terytorium niezależnym od Australii, nazywając je Gejowskim i Lesbijskim Królestwem Wysp Morza Koralowego (ang. Gay and Lesbian Kingdom of the Coral Sea Islands) w proteście przeciwko odmowie uznania małżeństw osób tej samej płci przez australijski rząd. Tęczowa flaga była oficjalną flagą tego królestwa aż do jego rozwiązania w 2017 r. po zalegalizowaniu małżeństw osób tej samej płci w Australii.

### 2010 – obecnie

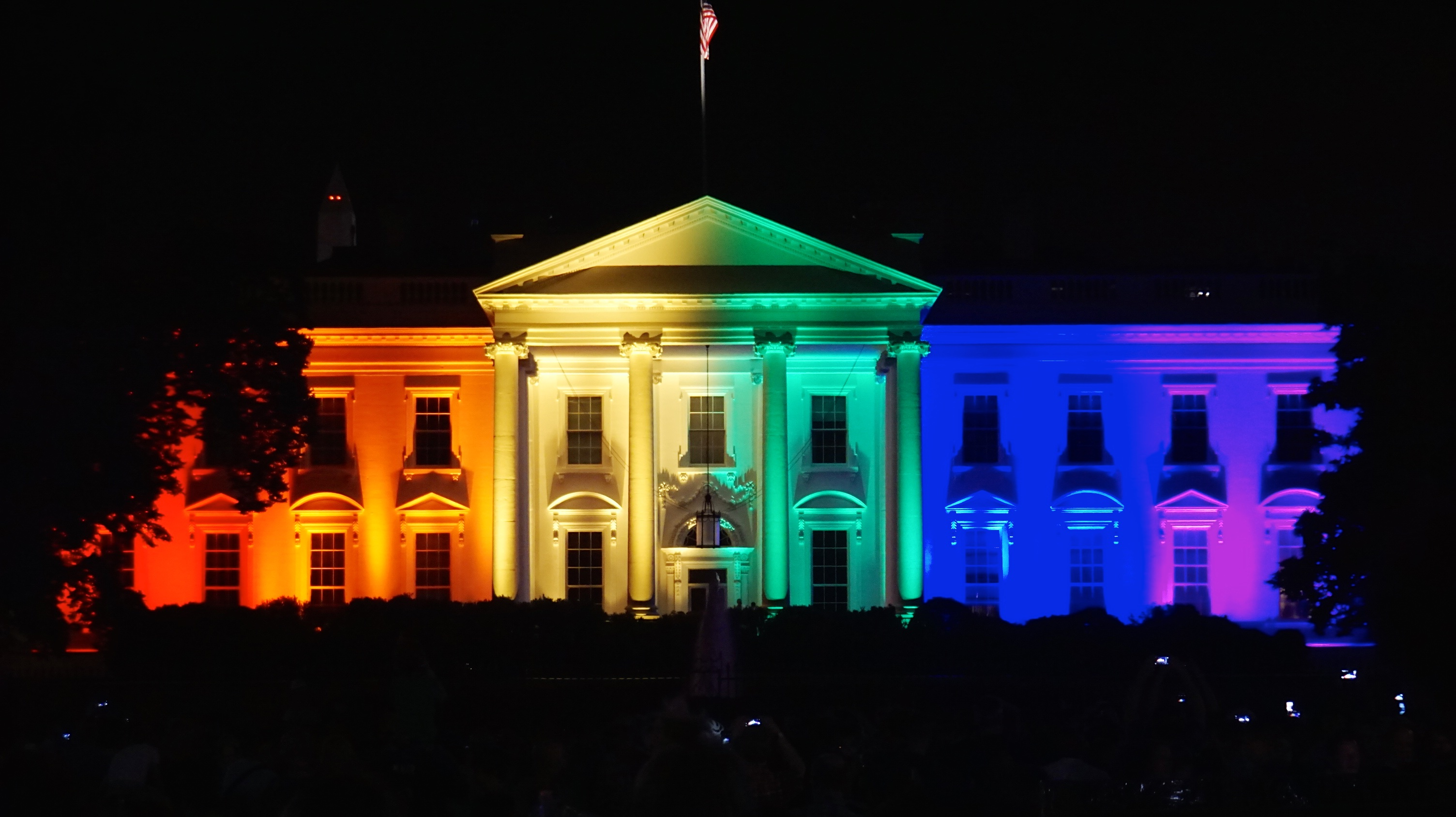
Biały Dom podświetlony w kolorach tęczowej flagi w czerwcu 2015 r.

W czerwcu 2015 roku Museum of Modern Art na Manhattanie dodało symbol tęczowej flagi do swojej kolekcji projektów.
26 czerwca 2015 roku Biały Dom został podświetlony w kolorach tęczowej flagi, aby upamiętnić legalizację małżeństw osób tej samej płci we wszystkich 50 stanach USA, po decyzji Sądu Najwyższego w sprawie Obergefell v. Hodges.
Wersja emoji flagi (🏳️‍🌈) została formalnie zaproponowana w lipcu 2016 roku i wypuszczona w listopadzie tego samego roku.
W marcu 2017 roku, niedługo przed swoją śmiercią, Gilbert Baker stworzył nową tęczową flagę, dodając do oryginalnego projektu dziewiąty pasek w kolorze lawendowym.
Polscy nacjonaliści deptali, opluwali i palili tęczową flagę podczas marszów z okazji Dnia Niepodległości w Warszawie w latach dwudziestych XXI wieku. W jednym przypadku tłum podpalił budynek mieszkalny, ponieważ wisiała na nim tęczowa flaga i znak Strajku Kobiet.

## Znaczące tęczowe flagi

### Najdłuższe flagi

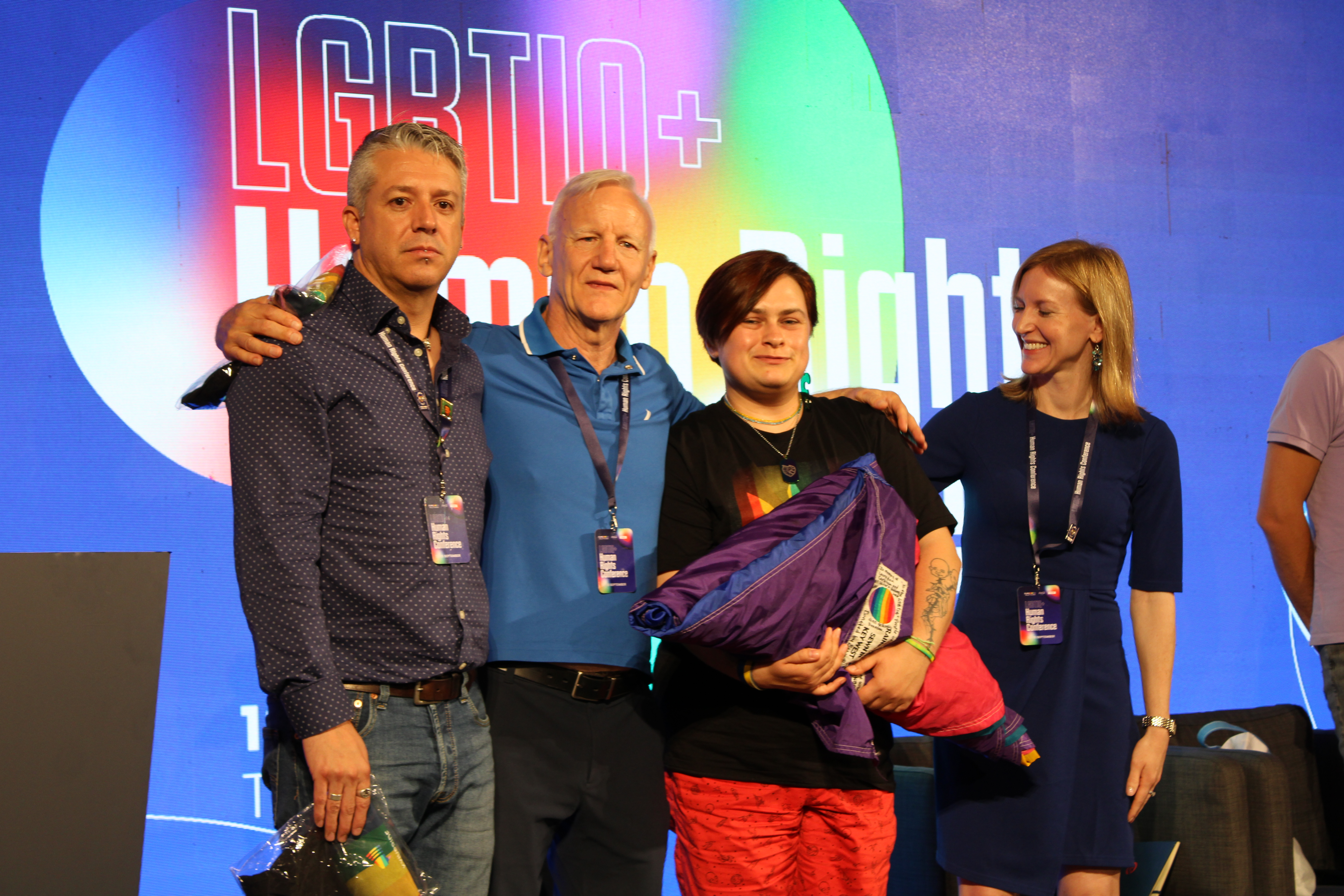
Wręczenie fragmentu tęczowej flagi zorganizowane przez fundacje Gilberta Bakera

W 1994 roku z okazji 25. rocznicy zamieszek Stonewall z czerwca 1969 roku, twórcy flagi Bakerowi, znanemu jako Sister Chanel 2001 z Sisters of Perpetual Indulgence, zlecono stworzenie największej na świecie tęczowej flagi. Długa na milę flaga, zatytułowana „Raise the Rainbow”, wymagała miesięcy planowania i koordynowania każdego jej aspektu przez wiele grup wolontariuszy. Flaga używała podstawowe sześć kolorów i mierzyła 30 stóp (9,1 m) szerokości. Po zakończeniu marszu fragmenty flagi o szerokości stopy (30 cm) zostały przekazane poszczególnym sponsorom. Dodatkowe duże fragmenty flagi zostały wysłane do aktywistów i wykorzystane w paradach i marszach LGBT na całym świecie. Jedna duża jej część została później zabrana na Shanghai Pride w 2014 roku przez niewielki oddział Sisters of Perpetual Indulgence z San Francisco i udokumentowana w filmie Stilettos for Shanghai. Księga Rekordów Guinnessa uznała ją za największą flagę na świecie.
W 2003 roku firmie Baker ponownie zlecono wyprodukowanie gigantycznej flagi, tym razem z okazji 25. rocznicy powstania tejże flagi. Projekt, zatytułowany „25Rainbow Sea to Sea”, wymagał od Baker ponownej pracy z zespołami wolontariuszy, ale tym razem flaga wykorzystywała oryginalne osiem kolorów i rozciągała się na długości 1,5 mili (2 km) przez Key West na Florydzie, od Oceanu Atlantyckiego do Zatoki Meksykańskiej. Następnie flaga ponownie została podzielona, a jej fragmenty wysłano do ponad stu miast na całym świecie.

### Inne duże flagi

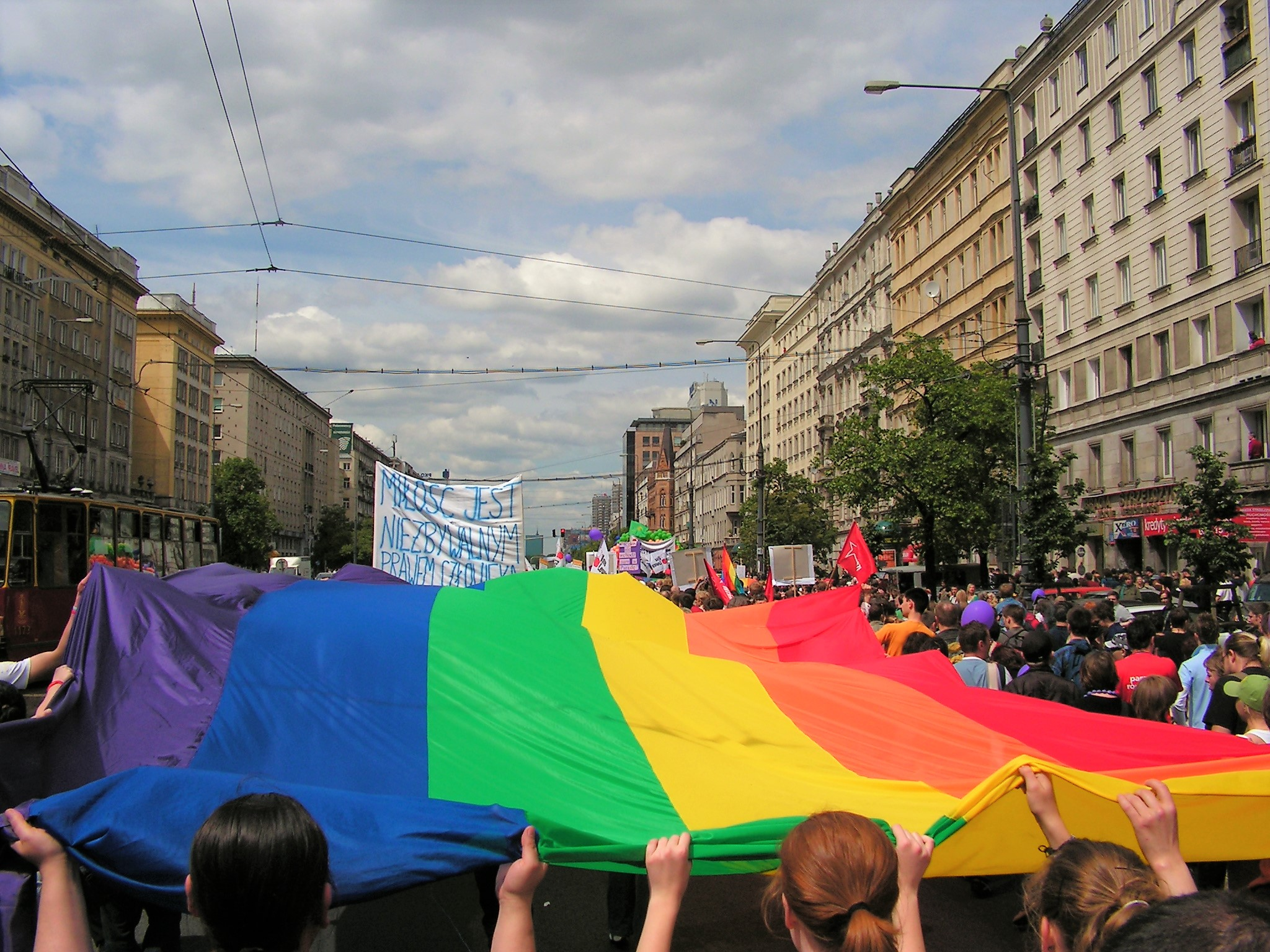
Tęczowa flaga na Paradzie Równości w Warszawie

Największą tęczową flagą na półkuli południowej jest sześciopasmowa flaga, która po raz pierwszy pojawiła się na czwartej edycji Nelson Mandela Bay (NMB) Pride w 2014 r., która odbyła się w mieście Port Elizabeth w prowincji Eastern Cape w RPA. Mierzy ona dwanaście na osiem metrów i znajduje się na najwyższym maszcie flagowym w kraju, który ma sześćdziesiąt metrów wysokości i zlokalizowany jest w Donkin Reserve, w centralnej dzielnicy biznesowej Port Elizabeth.
Dnia 1 czerwca 2018 r. podczas Venice Pride w Kalifornii pojawiła się największa na świecie swobodnie powiewająca flaga, która zainaugurowała akcję United We Pride. Po debiucie na Venice Pride, flaga powędrowała do San Francisco pod koniec miesiąca na SF Pride i czterdziestą rocznicę przyjęcia tęczowej flagi. Następnie United We Pride wysłało flagę do Paryża, Londynu, Berlina, Vancouver, Sydney, Miami i Tokio, kończąc w Nowym Jorku na Stonewall 50 - WorldPride NYC 2019. Ta olbrzymia flaga została wyprodukowana przez twórcę flagi Gilberta Bakera i ma powierzchnię 131 metrów kwadratowych.
Prawdopodobnie największa tęczowa flaga w Polsce została wywieszona w Warszawie w Kinogramie w Fabryce Norblina z okazji 13. edycji LGBT+ Film Festival, która odbyła się w kwietniu 2022 roku.